# Pardosa tschekiangiensis
Pardosa tschekiangiensis är en spindelart som beskrevs av Schenkel 1963. Pardosa tschekiangiensis ingår i släktet Pardosa och familjen vargspindlar. Inga underarter finns listade i Catalogue of Life.